# Dewoitine D.520
O Dewoitine D.520 foi um caça monoplano monomotor utilizado pela França durante a Segunda Guerra Mundial.
Alguns anos antes da Segunda Guerra Mundial a força aérea francesa estava equipada com aeronaves obsoletas, tanto ao nível de reconhecimento, bombardeamento, como de caças. O Morane Saulnier MS.406 e o P-36 Hawk (comprados dos Estados Unidos para compensar a cadência de produção dos fabricantes franceses) formavam as principais unidades, apesar de terem performances muito inferiores às do Messerschmitt Bf-109 da Luftwaffe.
A esperança residia num caça, o Dewoitine D-520, o último modelo de uma série de caças criados por Émile Dewoitine. O protótipo levantou voo, em Setembro de 1938, às mãos de Marcel Doret, piloto de testes do construtor e campeão de acrobacias aéreas. Depois de alguns melhoramentos, surge a encomenda de vários milhares de exemplares para o estado-maior.
Caça exemplar da Força aérea francesa (Armee de L`Air) em Junho de 1940, o D-520, motorizado com apenas 800 cavalos, não teve tempo de prosseguir o seu desenvolvimento como os Spitfire ou os Bf-109, que duplicaram a potência em alguns anos. Após a rendição serviram na Força aérea de Vichy. Alguns serviram pela França Livre, atacando os nazis em retirada. Também foram usados pela Hungria, Roménia e Itália (Reggia Aeronautica).
- Commons